# Поліцейський із Беверлі-Гіллз: Аксель Ф.
«Поліцейський із Беверлі-Гіллз: Аксель Ф.» (англ. Beverly Hills Cop: Axel F) — американський комедійний бойовик режисера Марка Моллоя, є продовженням фільмів «Поліцейський із Беверлі-Гіллз» (1984) та «Поліцейський із Беверлі-Гіллз 2» (1987) з Едді Мерфі в головній ролі.

## Синопсис
Аксель Фоулі повернувся до Беверлі-Гіллз після того, як життя його доньки Джейн опинилося під загрозою. Батько з донькою об'єднуються з колишнім хлопцем Джейн Боббі Ебботтом та старим приятелем Фоулі Біллі Роузвудом, щоб розкрити змову.

## У ролях
- Едді Мерфі — детектив Аксель Фоулі
- Тейлор Пейдж — Джейн, донька Акселя[5][6]
- Джозеф Гордон-Левітт — детектив Боббі Ебботт, колишній Джейн
- Джадж Рейнгольд — детектив Біллі (Вільям) Роузвуд
- Пол Райзер — детектив Джеффрі Фрідман
- Кевін Бейкон — капітан Кейд Ґрант
- Марк Пеллегріно — Бек, поплічник Ґранта
- Бронсон Пинчот — Серж, рієлтор
- Луїс Гузман — Чаліно Вальдеморо

### Українська версія
Студія Postmodern, режисер дубляжу Людмила Петриченко, перекладач Надія Сисюк, режисер монтажу Катерина Чайка, звукооператор Сергій Александров, менеджер проєкту Лаура Шеворкян.

#### Акторський склад
- Аксель Фоулі — Андрій Твердак
- Джейн Сондерс — Анна Дончик
- Боббі Ебботт — Олександр Погребняк
- Кейд Ґрант — Володимир Терещук
- Джон Таґґерт — Олександр Ігнатуша
- Біллі Роузвуд — Михайло Войчук
- Джеффрі Фрідман — Євген Пашин
- Чаліно — Дмитро Вікулов
- Серж — Роман Молодій

## Створення
У квітні 2022 року Марк Моллой був призначений режисером фільму, актор Едді Мерфі повторить свою роль Акселя Фоулі, а продюсером виступить Джеррі Брукхаймер. У вересні стало відомо, що Джадж Рейнхолд, який зіграв в оригінальній трилогії, повернеться у продовженні. Також у фільмі з'являться Джозеф Гордон-Левітт та Тейлор Пейдж. 29 серпня 2022 року фільм отримав назву «Поліцейський із Беверлі-Гіллз: Аксель Ф.».

## Прем'єра
«Поліцейський із Беверлі-Гіллз: Аксель Ф.» представлений у США 20 червня 2024 року, ексклюзивна прем'єра на Netflix відбулася 3 липня.